# Karel Blažej Kopřiva
Karel Blažej Kopřiva (Cítoliby, 9 febbraio 1756 – Cítoliby, 15 maggio 1785) è stato un compositore e organista ceco, figlio di Václav Jan Kopřiva.

## Biografia
Membro di una famiglia di compositori e musicisti cechi, studiò inizialmente organo e composizione con il padre Václav Jan e successivamente sotto la guida di Josef Seger a Praga. Terminato il periodo formativo, divenne organista presso la chiesa del suo paese natale. Allo stesso tempo fu insegnante di strumenti a tastiera e composizione. Il 22 maggio 1774 presentò a Klatovy il suo primo lavoro, un Requiem in do maggiore. Morì prematuramente all'età di 29 anni a causa della tubercolosi.

## Considerazioni sull'artista
Karel Kopřiva era senza dubbio la persona musicalmente più dotata della famiglia. Egli impiegava un idioma classico avanzato affine a quello di Mozart e il suo stile compositivo è molto originale ed espressivo, ricco di cromatismi. Era inoltre un buon conoscitore della tecnica del contrappunto e le sue fughe vengono generalmente annoverate tra le migliori composizioni della scuola organistica ceca della seconda metà del XVIII secolo. Egli era infatti un organista virtuoso ed era solito usare l'organo in maniera concertante nei propri lavori sacri.

## Composizioni

### Musica sacra vocale
- Missa solennis, in mi maggiore, per coro, orchestra e organo
- Missa solennis, in mi bemolle maggiore, per coro, orchestra e organo
- Missa solennis, in fa maggiore
- Missa solennis, in si maggiore, per coro, orchestra e organo concertante
- Missa, in do maggiore
- Missa, in do minore
- Missa, in mi minore
- Missa, in mi maggiore
- Missa brevis, in do maggiore
- Requiem, in do maggiore
- Gloria deo, patri et filio (mottetto in re maggiore)
- Veni sponsa Christi (mottetto in re maggiore, per 4 voci, oboe concertante e orchestra)
- Dictamina mea (mottetto in mi maggiore)
- O magna coeli domina (offertorio in do maggiore)
- Quad pia voce cano (aria per basso, orchestra e organo)
- Salve regina, in fa maggiore

### Musica strumentale
- Almeno 50 preludi e fughe, tra i quali:
  - Fuga in fa minore
  - Fuga in la maggiore
  - Fughetta in sol maggiore
  - Fuga pastorella in do maggiore
  - Fuga supra cognomen Debefe in do minore
  - Fuga in la minore
- Concerto in mi bemolle maggiore per organo
- 12 sinfonie (perdute)